# バートー県
バートー県（バートーけん、ベトナム語：Huyện Ba Tơ / 縣波澌?）は、ベトナム社会主義共和国クアンガイ省の県。面積は1,136.7km²、人口は60,280人（2018年）である。

## 行政区画
1市鎮19社から構成される。